# Bettina Decke
Bettina Decke (* 1944) ist eine deutsche Sozialwissenschaftlerin, Journalistin und Erwachsenenbildnerin. Zwischen 1972 und 1998 veröffentlichte sie verschiedene Monografien zur Geschichte Afrikas und zur südafrikanischen Literatur. In den 1980er Jahren begann sie, sich intensiv mit der Schriftstellerin Bessie Head auseinanderzusetzen.

## Leben und Wirken
Bettina Decke studierte Sozialwissenschaften und promovierte in den 1970er Jahren. Anschließend war sie als Lehrbeauftragte an der Goethe-Universität Frankfurt am Main und der Universität Bremen tätig. Parallel dazu arbeitete sie als Redakteurin und freie Journalistin in Berlin, unter anderem für die TAZ. 1984 zog sie dauerhaft nach Bremen, wo sie seither zahlreiche Kurse und Seminare in der Erwachsenenbildung anbot.
Während ihrer Recherchen zu Biografien südafrikanischer Autoren stieß Decke auf den Pseudonymnamen »Lottie Abraham«, den sie im Rahmen einer Untersuchung zu Karl Abraham entdeckte. Ihre umfangreiche Beschäftigung mit dem Leben und Werk der südafrikanischen Schriftstellerin Bessie Head führte zu mehreren Publikationen.

## Veröffentlichungen

### Schriften (Auswahl)
- Bettina Decke: Du mußt raus hier! : Lotti Abraham-Levy – eine Jugend in Bremen. Donat, Bremen 1998, ISBN 978-3-931737-49-8.

- Bettina Decke: A terra é nossa : koloniale Gesellschaft und Befreiungsbewegung in Angola. Informationsstelle Südliches Afrika, Bonn 1981, ISBN 978-3-921614-42-6.

- Bettina; Abisag Decke, Tüllmann: Rhodesien : Unterdrückung und Widerstand in einer Siedlerkolonie. Edition Mega, Frankfurt am Main 1974, ISBN 978-3-87979-004-3.

- Bettina Decke: Industrialisierung und Herrschaft in Südafrika. Luchterhand, Neuwied; Berlin 1972.